# Santa Ana Yareni (kommun i Mexiko)
Santa Ana Yareni är en kommun i Mexiko.   Den ligger i delstaten Oaxaca, i den sydöstra delen av landet, 300 km sydost om huvudstaden Mexico City.
Följande samhällen finns i Santa Ana Yareni:
- Santa Ana Yaremi